# Iveco Bus

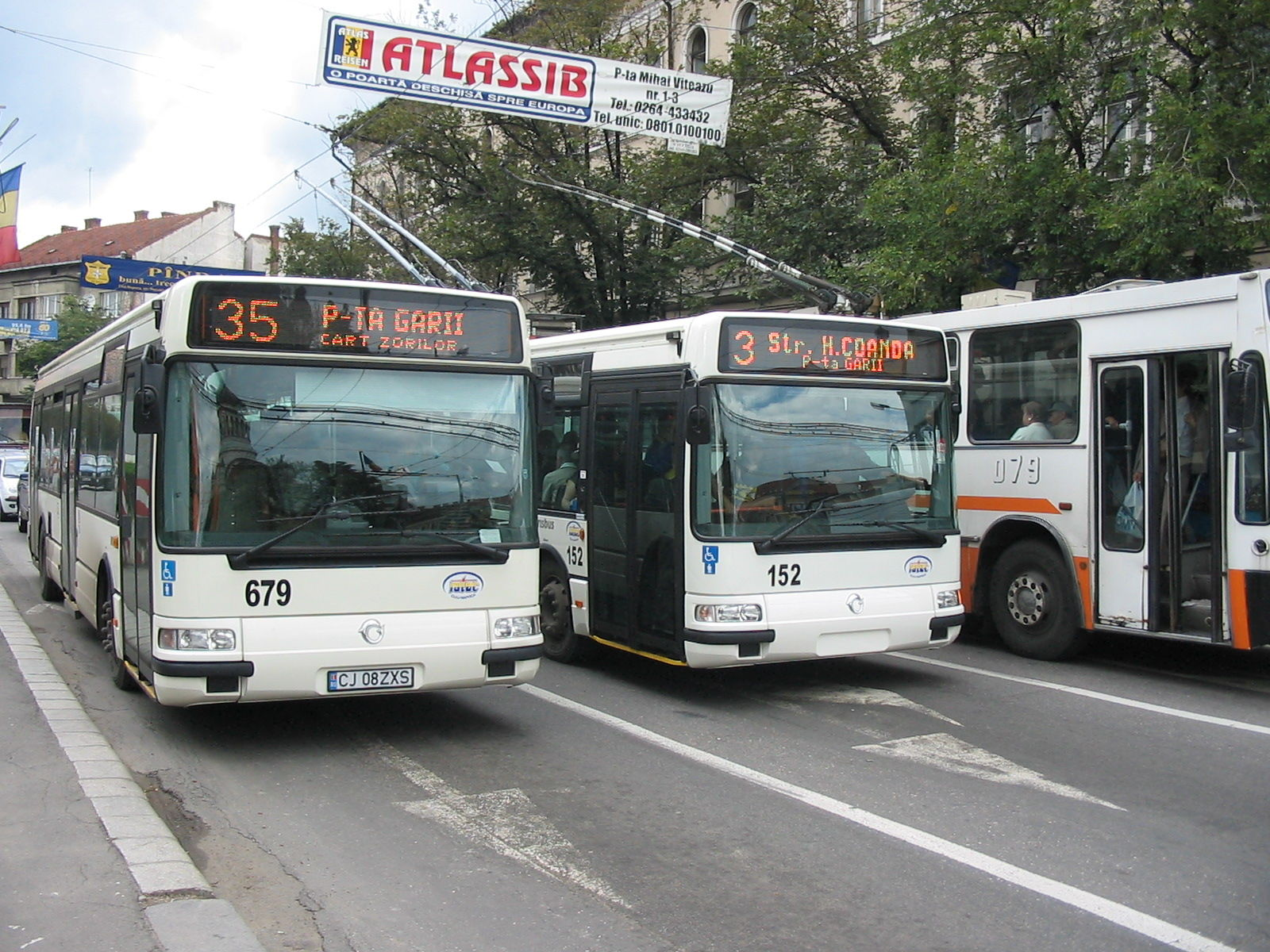
Irisbus Agora (Kluż-Napoka, Rumunia)

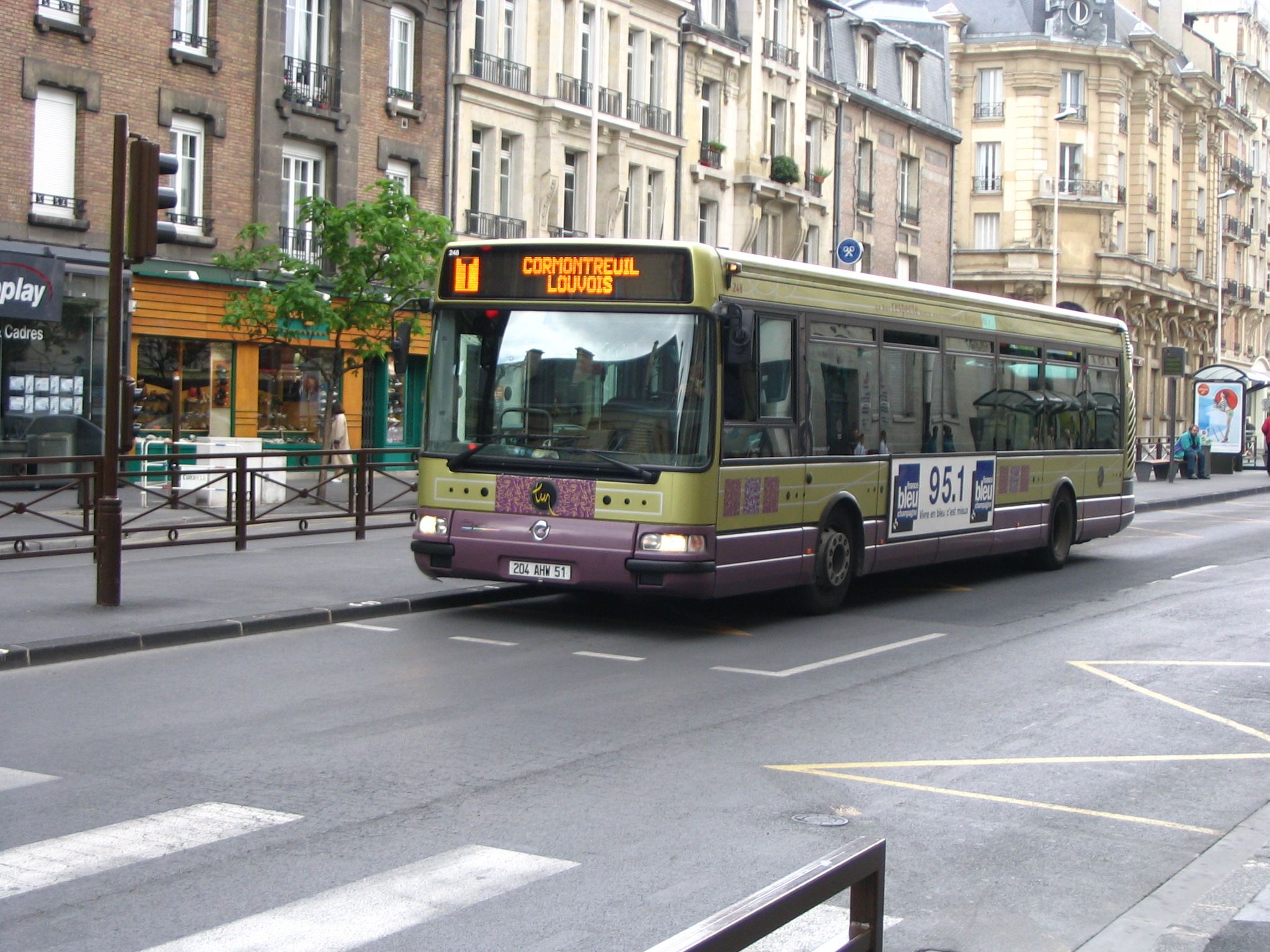
Renault Agora S we Francji

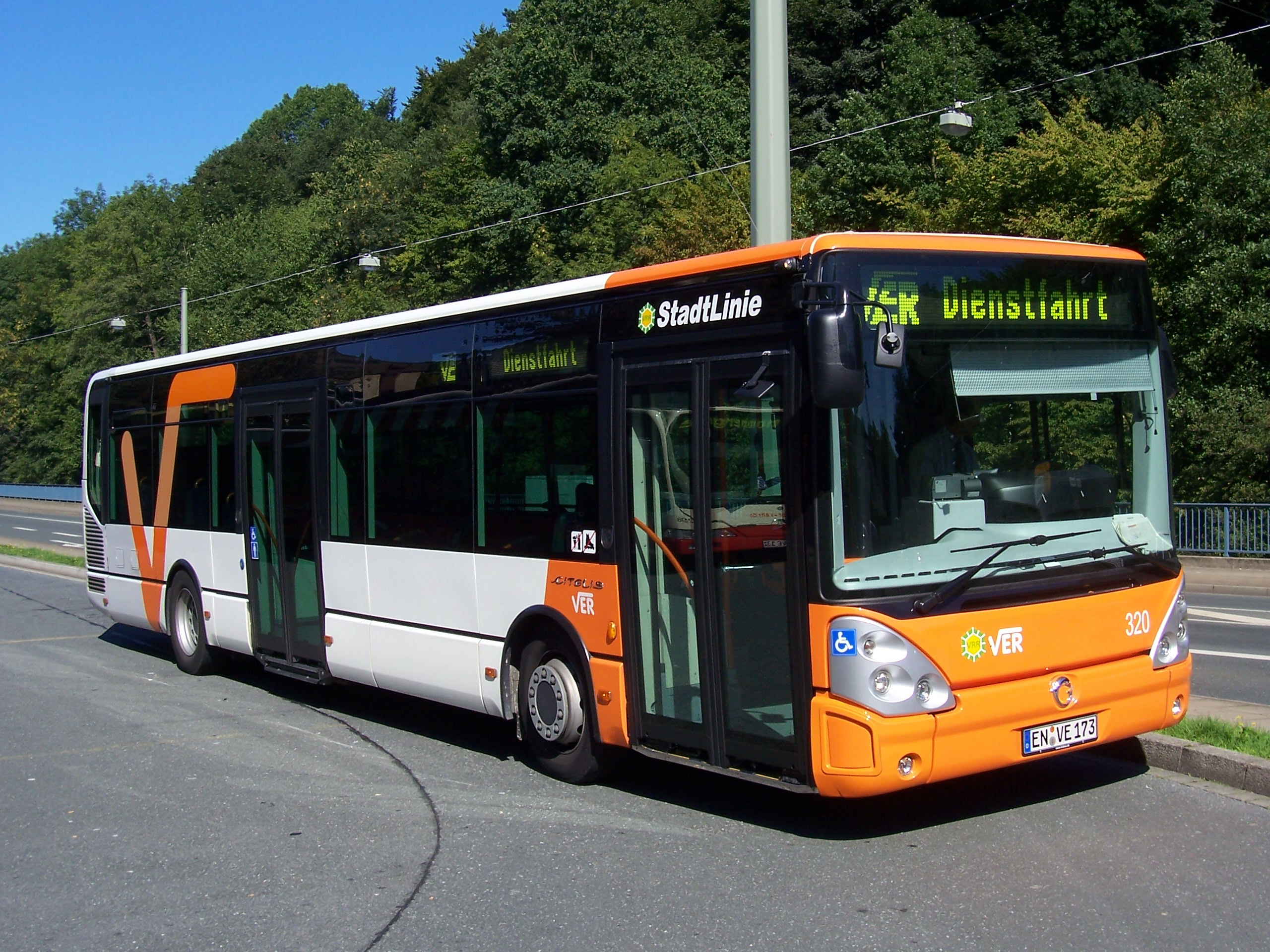
Irisbus Citelis 12 w Niemczech

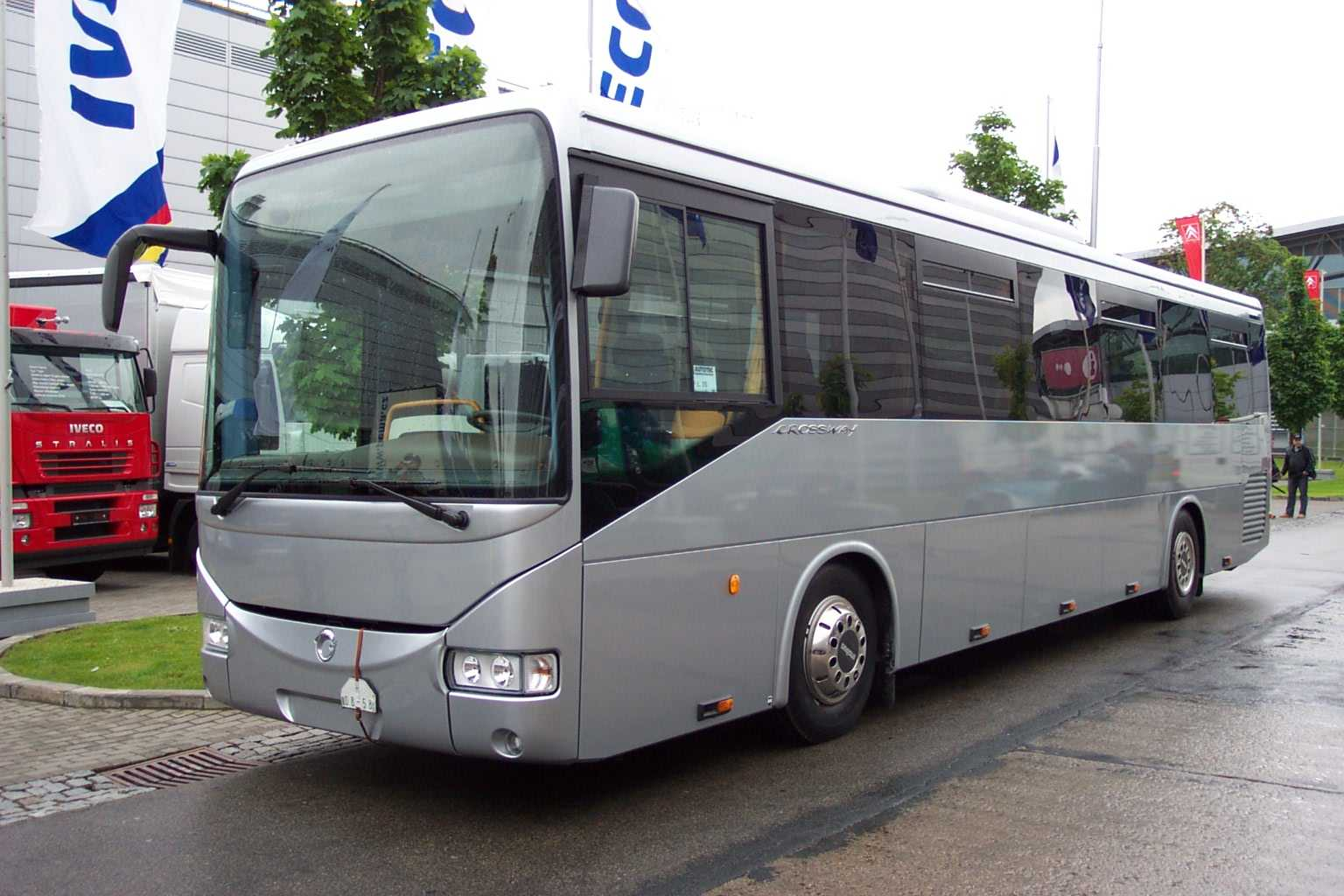
Irisbus Crossway w Brnie w 2006

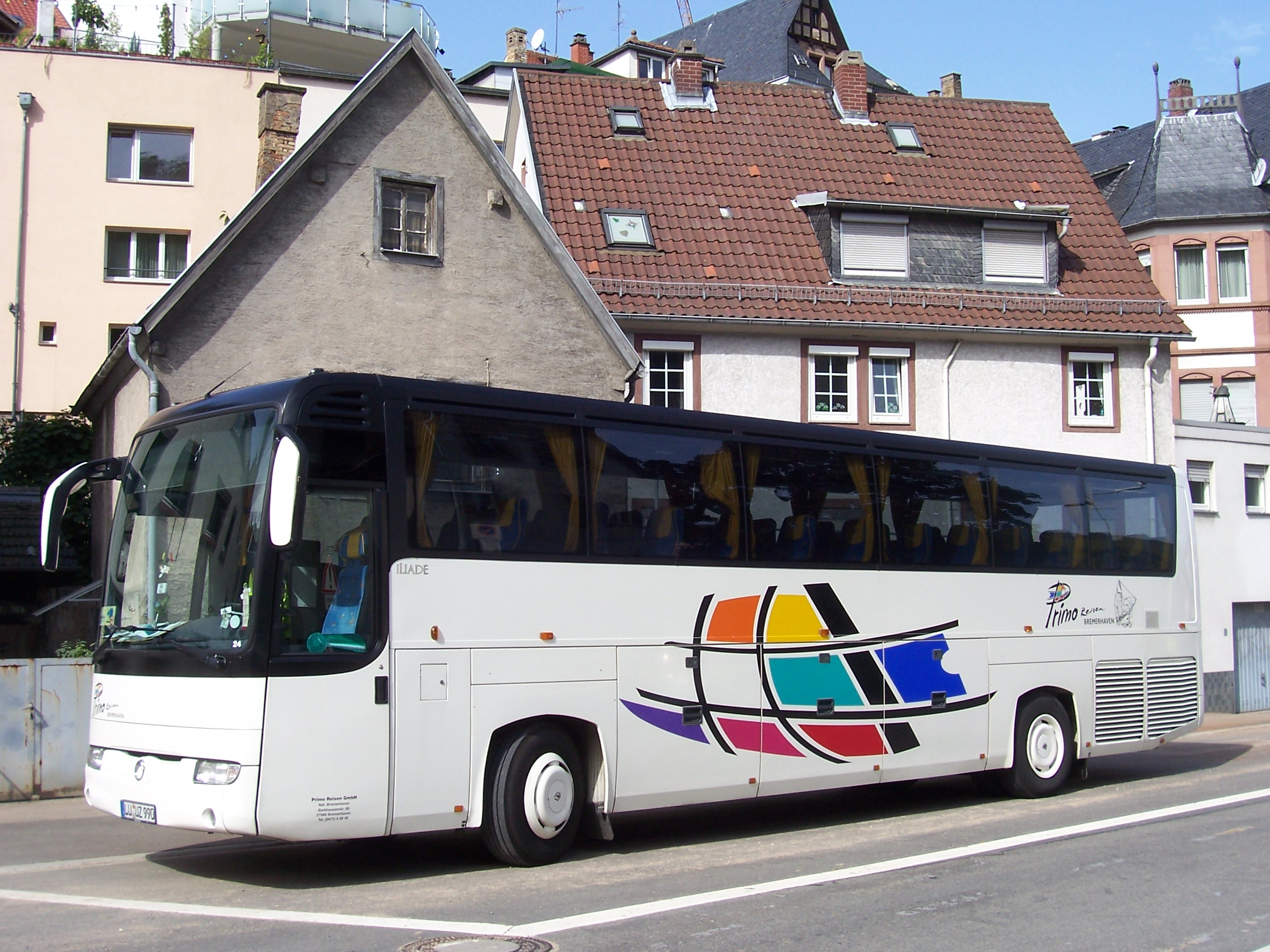
Irisbus Iliade w Niemczech w 2006

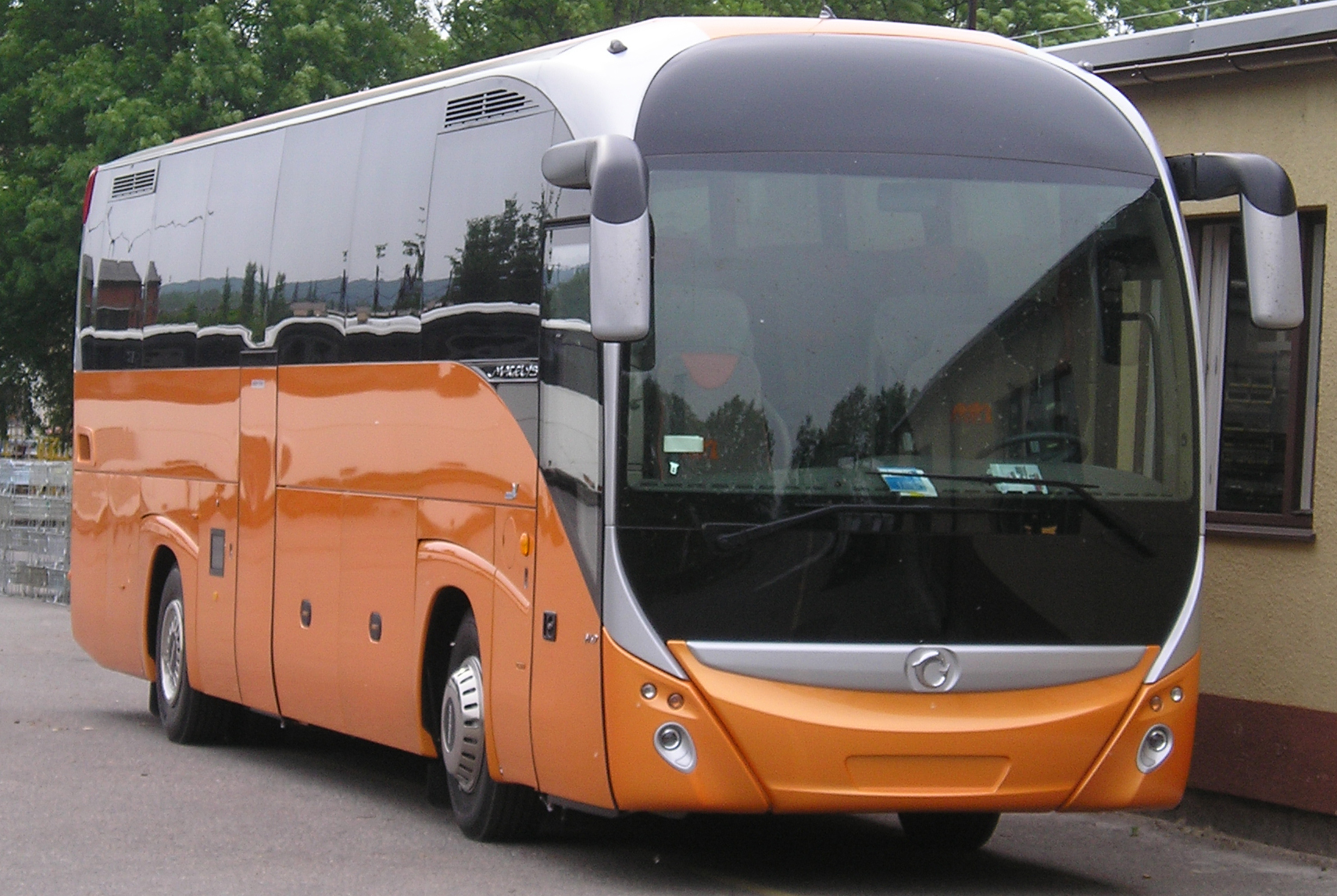
Irisbus Magelys w 2008

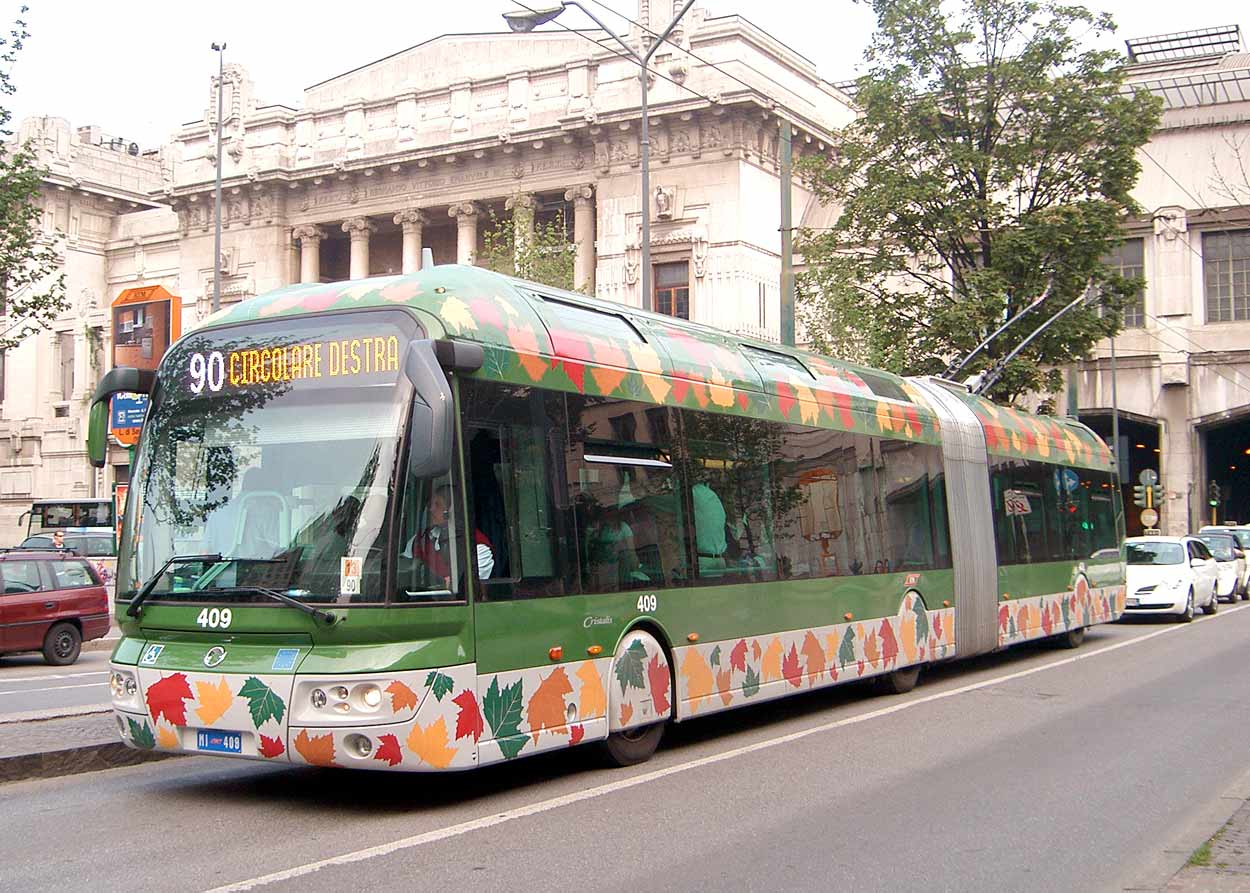
Trolejbus Irisbus Cristalis w Mediolanie, 2007

Iveco Bus (w latach 2003–2013 Irisbus) – producent autobusów, autokarów, dawniej także trolejbusów, wchodzący w skład koncernu CNH Industrial.

## Historia i współczesność
Przedsiębiorstwo powstało w styczniu 1999 w wyniku połączenia działów autobusowych Fiata, Iveco oraz Renault V.I. (a wraz z nim czeskiej Karosy oraz francuskiej Heuliez). Pod koniec 1999 spółka przejęła węgierskiego Ikarusa. Od 2003 do 2013 całość udziałów w spółce należała do koncernu Fiat-Iveco.
Siedzibą spółki jest Saint-Priest koło Lyonu we Francji. Biura znajdują się także w Turynie, Watford oraz Moguncji.
Przy wytwarzaniu trolejbusów przedsiębiorstwo współpracuje z czeskim producentem maszyn i osprzętu elektrycznego Škoda (nie mylić ze Škoda Auto - producentem aut osobowych należącym do Volkswagen Group)
Od 1 stycznia 2007 zaniechano produkcji autobusów pod marką Karosa, zastępując ją marką „Irisbus”. Nazwę spółki zmieniono z „Karosa” na „Iveco Czech Republic, a.s.”.
Irisbus współpracowało w produkcji i sprzedaży małych autobusów z włoska firmą Cacciamali, a za jej pośrednictwem – z polską Kapeną.

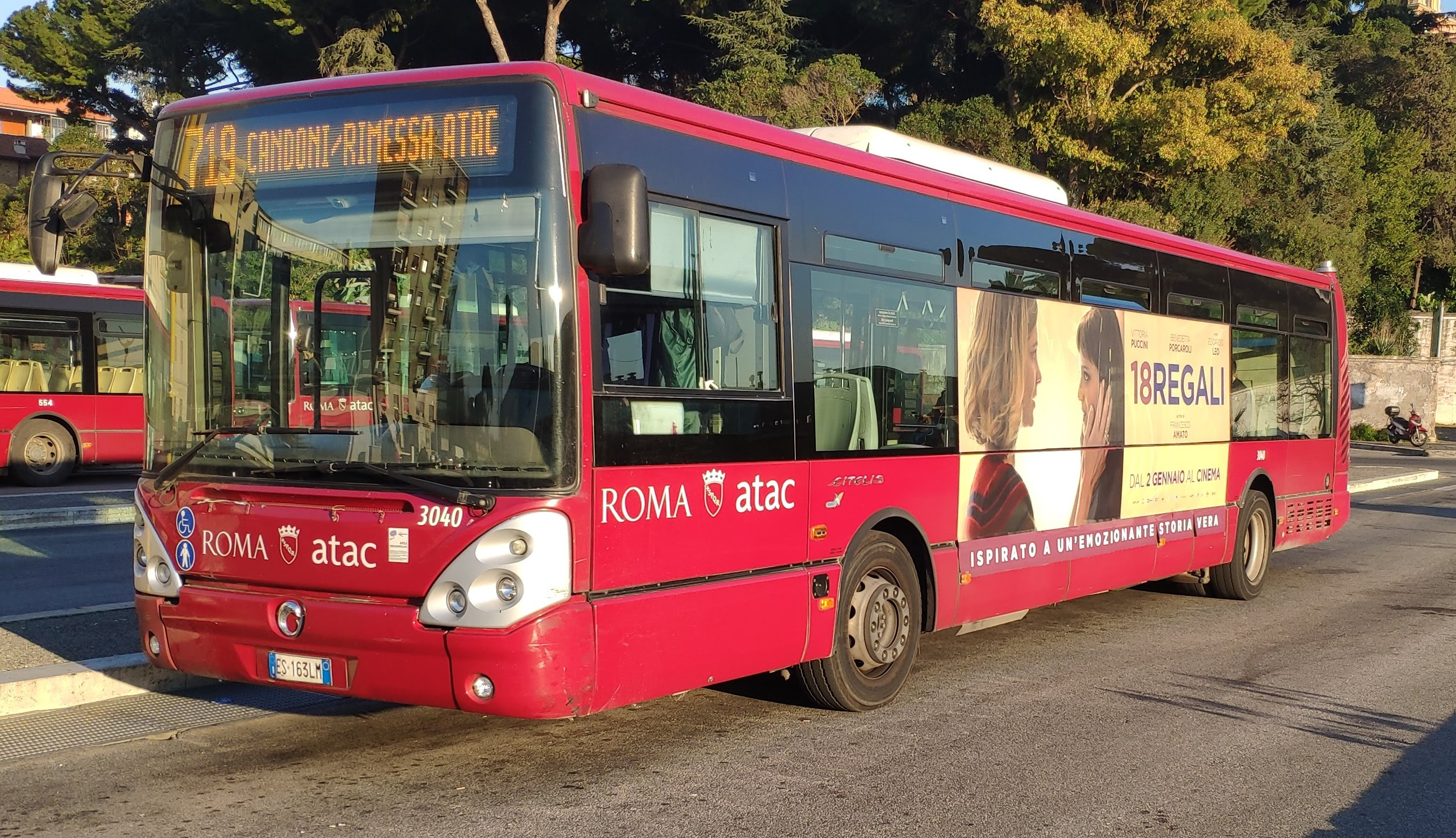
Irisbus Citelis w Rzymie.

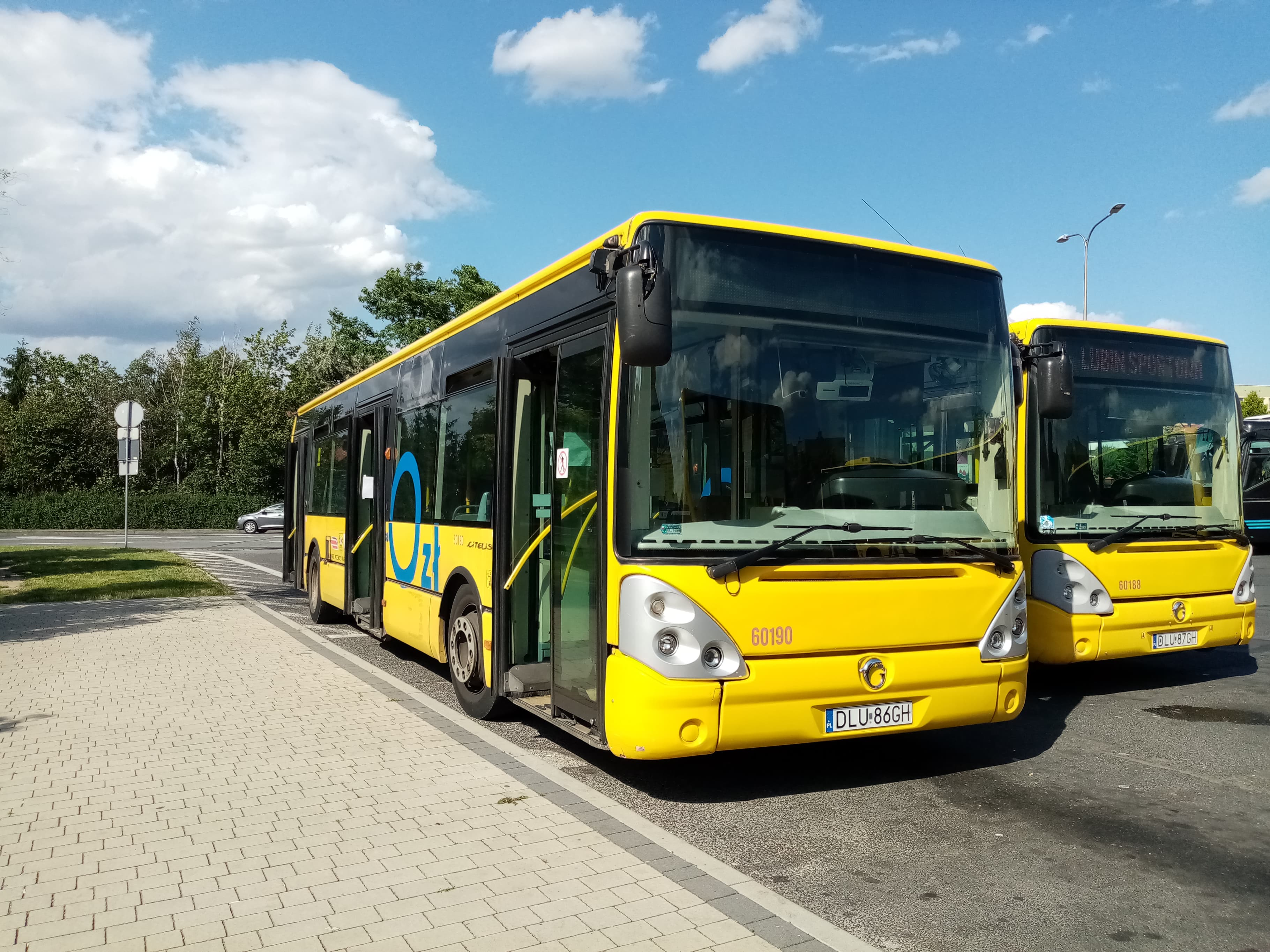
Dwa Irisbus Citelis 12M w Lubinie.

Według raportów OICA produkcja autobusów i podwozi autobusowych w zakładach należących do grupy i produkujących na jej zlecenie sięgała około 6 tys. sztuk rocznie (2005 – 5796 szt., 2007 – 6355 szt.).

## Marki
- Heuliez Bus (Francja)
- Ikarus (Węgry)
- Cacciamali(inne języki) (Włochy)
- Iveco – autobusy koncernu Fiat (Włochy)
- Kapena (Polska)
- Karosa (Czechy), do końca 2006,
- Orlandi (Włochy)
- Renault Trucks z grupy Volvo (Francja)

## Zakłady produkcyjne
Główne:
- Suzzara, Włochy
- Vysoké Mýto, Czechy
- Annonay, Francja

Inne:
- Barcelona-Mataro, Hiszpania
- Bombaj, Indie
- Budapeszt, Węgry
- Changzhou, Chiny
- Córdoba, Argentyna
- Flumeri, Włochy
- Minas Gerais, Brazylia
- Modena, Włochy
- Rorthais, Francja
- Valle Ufita, Włochy
- Vénissieux, Francja
- Włynkówko (koło Słupska), Polska

## Aktualna oferta
- Autobusy miejskie
  - Europolis(inne języki)
  - Citelis 10.5M
  - Citelis 10.5M CNG
  - Citelis 12M
  - Citelis 12M CNG
  - Citelis Line(inne języki)
  - Citelis 18M(inne języki)
  - Citelis 18M CNG
  - Crealis 12M
  - Crealis 18M(inne języki)
  - Crossway LE
  - GX127(inne języki)
  - GX127L
- Autobusy międzymiastowe
  - Daily Way
  - Daily Top Way
  - Proway
  - Proway Long
  - Proxys
  - Proxys Long
  - Crossway 10.6M
  - Crossway 12M
  - Crossway 12.8M
  - Crossway LE
  - Arway 10.6M
  - Arway 12M
  - Arway 12.8M
  - Arway 15M
  - Evadys H 12M
  - Evadys H 12.8M
- Autobusy turystyczne
  - Evadys HD 12M
  - Evadys HD 12.8M
  - Domino HD
  - Domino HDH
  - Magelys HD 12.2M
  - Magelys HD 12.8M
- Autobusy szkolne
  - Daily Recreo
  - Recreo(inne języki)

## Modele historyczne
- Autobusy miejskie
  - B951E/B952E
  - B961E(inne języki)
  - Agora 12M
  - Agora 18M
  - CityClass 10.5
  - CityClass 12
  - CityClass 18
  - Civis(inne języki)
  - Cristalis
- Autobusy międzymiastowe
  - Midys(inne języki)
  - Midway(inne języki)
  - MidiRider 395E
  - C954E(inne języki)
  - Axer 12M
  - Axer 12.8M
  - Ares 10.6M
  - Ares 12M
  - Ares 12.8M
  - Ares 15M
- Autobusy turystyczne
  - EuroClass(inne języki)
  - Iliade RTX
  - Iliade GTX